# Language Of Temporal Ordering Specification
Language Of Temporal Ordering Specification (en español: Lenguaje de Especificación Ordenante Temporal) es un lenguaje de especificación formal basado en la ordenación temporal de los eventos. LOTOS se usa para especificación de protocolo en estándares ISO OSI.
LOTOS es un lenguaje algebraico que consta de dos partes: una parte para la descripción de datos y operaciones, basada en tipos abstractos de datos; y otra para la descripción de procesos concurrentes, basados en cálculo de procesos.
El trabajo en el estándar se completó en 1988, y fue publicado como ISO 8807 en 1989. Entre 1993 y 2001, un comité de ISO trabajó para definir una versión revisada del estándar LOTOS, que fue publicado en 2001 como E-LOTOS.
- Datos: Q1805432